# Culture Nariño
Pour les articles homonymes, voir Nariño (homonymie).

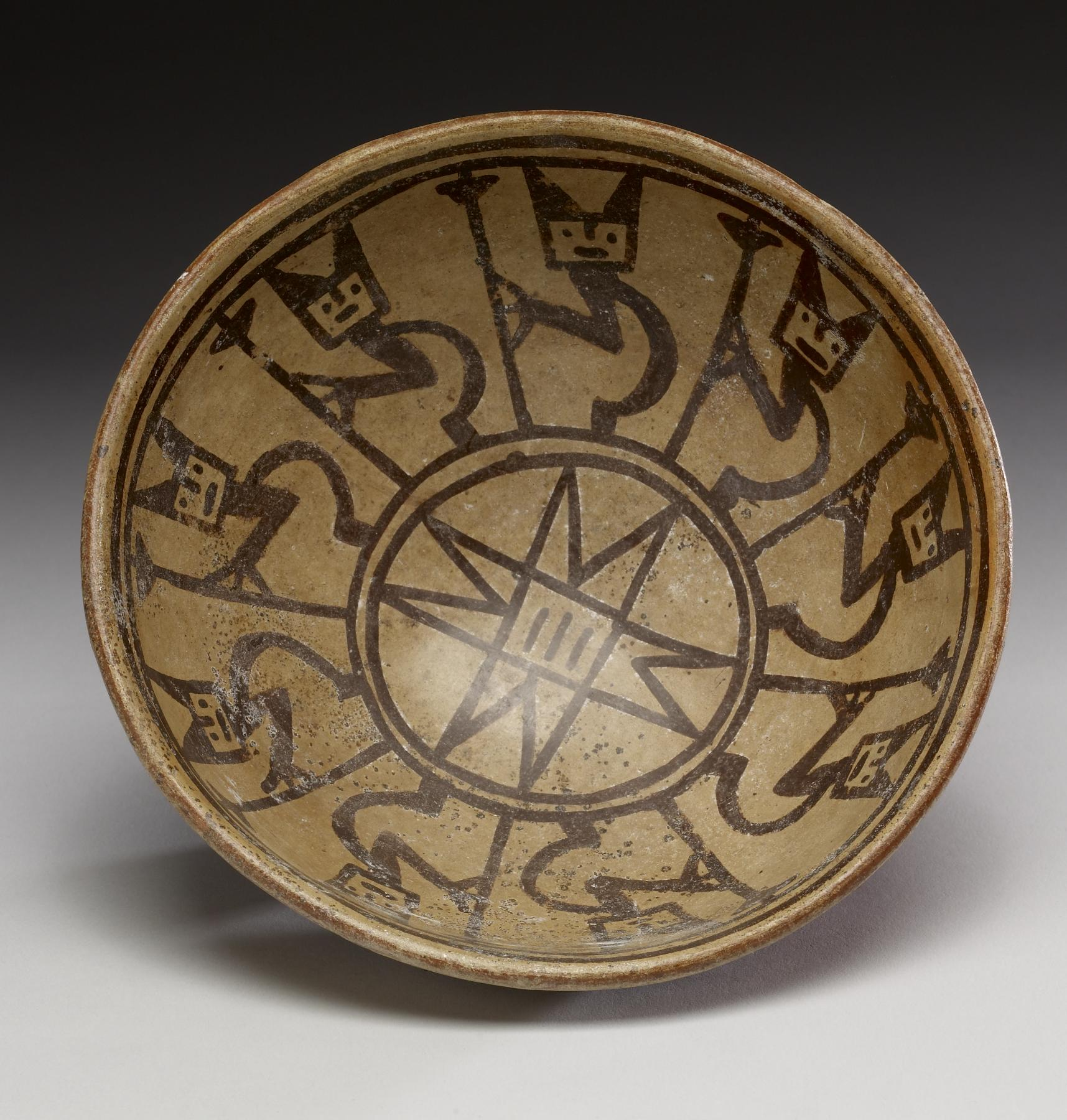

La culture Nariño ou Capulí est une culture archéologique qui se trouvait entre le VIIe et le XIIe siècle sur les hauts plateaux de la cordillère des Andes à la frontière entre la Colombie et l'Équateur, dans ce qui est actuellement le département colombien de Nariño. Cette civilisation enterrait ses caciques dans des tombes situées à une profondeur de 30 à 40 mètres, entretenait des relations commerciales avec les peuples du bassin amazonien et du littoral du Pacifique et travaillait l'or.